# Seekammer der DDR
Die Seekammer der DDR– international auch als Marine Court of the G. D. R. bezeichnet – war ein beim 1953 gegründeten Seefahrtsamt der DDR (SFA) angesiedelter Spruchkörper zur Untersuchung von Unfällen in der Seeschifffahrt. Sie legte besonderen Wert darauf, dass sie bezüglich der Untersuchungen und Entscheidungen an keinerlei Weisung gebunden war, sondern nur an das geltende Recht der DDR. Die Seekammer setzte sich aus einem Vorsitzenden und vier Beisitzern zusammen. Der Leiter der Seekammer der DDR konnte Ordnungsstrafbescheide erlassen. Zu den von ihr nach einer Seekammerverhandlung ausgesprochenen Sanktionen gehörten der Entzug eines vom Seefahrtsamt ausgestellten Befähigungszeugnisses/Berechtigungsnachweises, entweder zeitweilig begrenzt oder auf Dauer. Dagegen war Beschwerde zulässig. Über derartige Beschwerden entschied die sogenannte Große Spruchkammer unter einem Vorsitzenden und sechs Beisitzern, die als Schifffahrtssachverständige galten. Als Beauftragter des Staates zur Untersuchung von Seeunfällen und in den Verhandlungen vor der Seekammer und der Großen Spruchkammer fungierte ein Seekommissar, der bis 1981 den Titel Havariekommissar trug. Der Havariekommissar, wie auch ab 1981 der Seekommissar der DDR, wurde vom Minister für Nationale Verteidigung ernannt.

## Markante Fälle von Seeunfalluntersuchung im internationalen Bereich (Auswahl)
Für die Seeunfalluntersuchung der Vorkommnisse die in internationalen Gewässern oder in nationalen Hoheitsgewässern,  war das Seefahrtsamt der DDR zuständig, wenn Schiffe der DSR beteiligt waren.

### Internationale Seeunfälle innerhalb und außerhalb nationaler Hoheitsgebiete
- Im Jahre 1976 machte der Untergang des DDR-Öltankers Böhlen vor der Küste von Crozon international Schlagzeilen. Dieser Fall wurde von der Seekammer der DDR untersucht und vom damaligen Havariekommissar Friedrich Elchlepp beschrieben.[5]

- Fall der Kollision des Stückgutfrachtschiffs Magdeburg am Morgen des 27. Oktober 1964 mit der Yamashiro Maru auf der Themse westlich Gravesend bei 51° 28′ 10″ N, 0° 18′ 22″ O. Der darausfolgende Kammerspruch besagte, das der Schiffsführung der „Magdeburg“ keine Fehler nachzuweisend sind, da die Schiffsführung der „Yamashiro Maru“ gegen den Port of London Act verstoßen hat, da sie auf der falschen Fahrwasserseite fuhr.[6]

#### Internationale Seeunfälle in der BRD
Fand eine Kollision auf dem Territorium der Bundesrepublik Deutschland statt, wurden zuerst dort die Untersuchungen durchgeführt. Nicht selten ähnelte der Spruch des Seeamtes in Hamburg dem Spruch der darauffolgenden Verhandlung der Seekammer in Rostock.
- Fall der Kollision des DRS-Kühlschiffes Heinrich Heine und des indonesischen Semicontainerschiffes Mataram in der Nähe der Schleuse Brunsbüttel am 2. April 1988.[7]